# Сравнение рецессии конца 2000-х годов с Великой депрессией
Сравнение рецессии конца 2000-х годов с Великой депрессией — совокупность экономических показателей, по которым ситуация в экономике конца 2000-х годов сходна или отличается от ситуации во время глобального экономического кризиса 1928—1933 годов (Великая депрессия).
17 апреля 2009 года глава МВФ Доминик Стросс-Кан заявил, что некоторые страны, вероятно, не смогут реализовать надлежащую политику, чтобы избежать запуска механизмов обратной связи, которые превратят рецессию в депрессию. «Свободное падение мировой экономики, возможно, начнёт замедляться и в 2010 году начнётся восстановление, но это во многом зависит от правильной политики, проводимой сегодня». МВФ отметил, что в отличие от Великой депрессии нынешняя рецессия синхронизирована глобальной интеграцией рынков. Такие синхронизированные рецессии длятся дольше, чем типичный экономический спад, и отличаются более медленным восстановлением.
Главный экономист МВФ Оливье Бланшар утверждает, что процент долгосрочных безработных, который постепенно увеличивался с каждым спадом в течение десятилетий, сейчас резко возрос. «Долгострочная безработица тревожно высока: в США половина безработных не имеют работы более шести месяцев, чего не наблюдалось со времён Великой депрессии». МВФ также утверждает, что может существовать связь между растущим неравенством экономик западных стран и падающим спросом. Последний раз разрыв в уровне благосостояния достигал таких величин в 1928—1929 годах.

## США

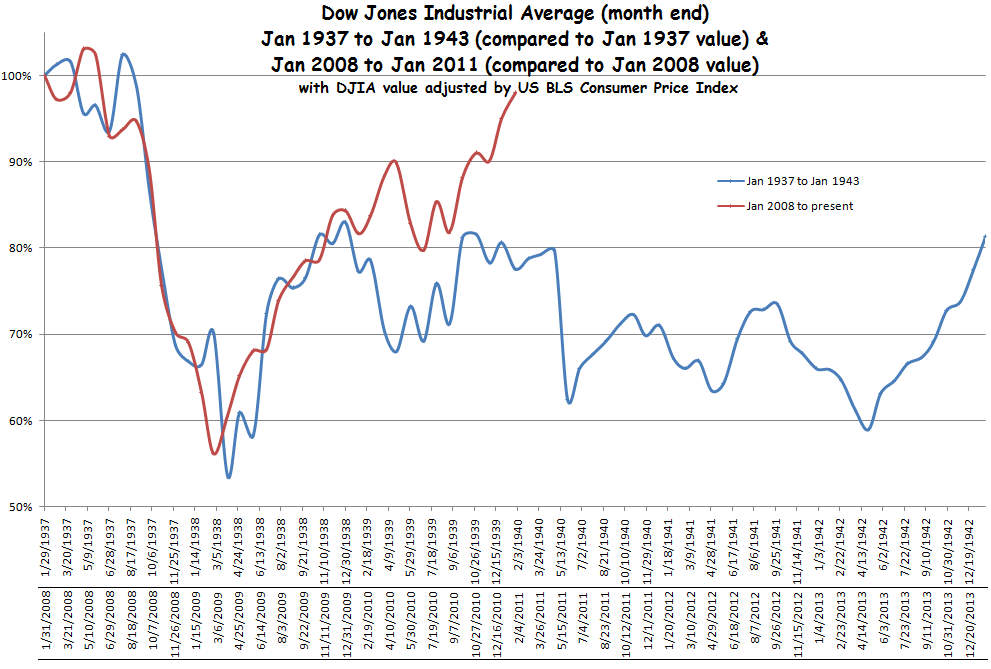
Промышленный индекс Доу Джонса в 1937—1943 и 2008—2011 годах по сравнению с 1937 и 2008 годами соответственно

Хотя некоторое случайное сходство между нынешней рецессией и Великой депрессией существует, всё же остаются значительные различия между этими двумя событиями. В марте 2009 года экономисты пришли к единому мнению, что новой депрессии, судя по всему, не произойдёт.
Директор школы менеджмента Калифорнийского университета в Лос-Анджелесе Эдвард Лимер (англ. Edward Leamer) сказал 25 марта 2009 года, что основные прогностические показатели не соответствуют аналогичным показателям времён Великой депрессии:

«Мы настолько напугали потребителя, что ему видится грядущая Великая депрессия. Конечно, такой перспективы нет. Ни один авторитетный прогноз не предсказывает ничего подобного Великой депрессии».
Оригинальный текст (англ.)«We've frightened consumers to the point where they imagine there is a good prospect of a Great Depression. That certainly is not in the prospect. No reputable forecaster is producing anything like a Great Depression».

Явно указываемые различия между нынешней рецессией и Великой депрессией включают тот факт, что за 79 лет между 1929 и 2008 годами произошли значительные изменения в экономической философии и политике, биржевой рынок не упал так сильно, как в 1932 или 1982 годах, 10-летнее отношение цен к доходам с акций не было таким низким, как в 1930-х и 1980-х годах, а с поправкой на рост цен на жильё этот показатель в марте 2009 года был самым высоким с 1890 года, включая периоды бума на рынке жилья в 1970-х и 1980-х годах. Рецессия 1930-х годов длилась более трёх с половиной лет, и в течение 1930-х годов предложение денег (валюты плюс депозиты до востребования) упало на 25 %, тогда как в 2008 и 2009 годах ФРС «приняла сверхмалую кредитную позицию» (англ. has taken an ultraloose credit stance). Более того, уровень безработицы в 2008 и начале 2009 года и уровень её роста был сравним с аналогичными показателями любой рецессии послевоенного периода и были незначительны по сравнению с 25-процентным пиком безработицы во время Великой депрессии.
Лауреат Нобелевской премии по экономике Пол Кругман в книге «Возвращение депрессивной экономики» (1999 год) предсказал серию депрессий, вызванную «провалом спроса в экономике» (англ. failures on the demand side of the economy). 5 января 2009 года он написал, что
«предотвращение депрессии совсем не лёгкая задача» и «экономика всё ещё находится в свободном падении». В марте 2009 года Кругман пояснил, что отличие ситуации состоит в том, что её причины лежат в теневой банковской системе. «Кризис не привёл к проблемам с дерегулированными институтами, которые взяли на себя новые риски… Вместо этого он в первую очередь вызвал риски, связанные с институтами, которые никогда не подвергались регулированию».
15 ноября 2008 года профессор экономики Южного методистского университета Рави Батра сказал, что он «боится, что мировое финансовое фиаско превратится в крутой спад, самых худший со времён Великой депрессии, даже хуже, чем болезненный спад 1980—1982 года, охвативший весь мир». В 1978 году вышла его книга «Падение капитализма и коммунизма». Первым его исполнившимся предсказанием стал распад СССР в 1990 году. Второе предсказание о финансовом кризисе, который захватит капиталистическую систему, начало оправдываться в 2007 году, что привлекло к его работам повышенное внимание.
22 февраля 2009 года профессор экономики Нью-Йоркского университета Нуриэль Рубини сказал, что кризис стал худшим со времен Великой депрессии, и что без сотрудничества между политическими партиями и зарубежными странами и в случае неправильных шагов в области фискальной политики (таких, как поддержка банков-зомби) ситуация может ухудшиться как во времена Великой депрессии.
27 апреля 2009 года Рубини высказал более оптимистичную оценку, сказав, что экономика пройдёт низшую точку падения в начале или середине следующего года.
6 апреля 2009 года Вернон Смит и Стивен Гьерстад предложили гипотезу о том, что «финансовый кризис, вызванный потребительской задолженностью, сконцентрированной в нижнем сегменте распределения богатства и доходов, может быть быстро и мощно передан финансовой системе в целом. Похоже, что мы являемся свидетелями второго великого краха потребительского долга, конца вакханалии массового потребления».
В сентябре 2008 года в своей итоговой пресс-конференции в качестве президента Джордж Буш сказал, что его главные экономические советники заявили, что экономическая ситуация может в какой-то момент стать хуже, чем Великая Депрессия.
«Палаточный город» в Сакраменто (Калифорния) уже сейчас навязчиво напоминает знаменитые фотографии времён Великой депрессии.
С точки зрения Австрийской школы, величина экономического провала зависит, по крайней мере отчасти, от предшествовавшего ему кредитного бума. Исследования показывают, что перед Великой депрессией уровень долга составлял 200 % ВВП с ростом до 300 % за счёт вмешательства правительства в борьбу с депрессией.
Огромный уровень долга показывает, что Великая рецессия ещё не закончилась и будет хуже, чем Великая депрессия.
Текущий уровень долга в США составляет около 400 % ВВП и значительно превышает всё, что было до и во время Великой депрессии.
По словам экономиста Ирвинга Фишера, у депрессии было два доминирующих фактора — чрезмерная задолженность в начале и дефляция в последующем. Работы Фишера оказали сильное влияние на политику ФРС по предотвращению дефляции.

## Великобритания
22 августа 2008 года Национальная статистическая служба сообщила, что экономика во втором квартале текущего года зашла в тупик, темпы роста упали до 0 %. 24 октября статистические данные показали первый за последние 16 лет спад в экономике страны. О дальнейшем сокращении в последнем квартале 2008 года было объявлено 23 января 2009 года.
10 февраля 2009 года, Эд Болс, государственный секретарь по вопросам детей, школ и семьи Великобритании, заявил: «Я думаю, что нынешний финансовый кризис более экстремальный и более серьезный, чем в 1930-х годах, и все мы помним, как политика той эпохи была сформирована экономикой».
24 января 2009 года Эдмунд Конвей, редактор экономического отдела газеты The Daily Telegraph, писал, что «положение Британии странно похоже на 1930-е годы, так как цены на многие активы — от акций до жилья — падают в Великобритании рекордными темпами, но стоимость долга остается неизменной».
23 октября 2009 года стало известно, что британская экономика падала в течение шести кварталов подряд — самый длинный сокращения, с тех пор, как в 1955 году стали регистрировать квартальные показатели.
Конец рецессии был объявлен 26 января 2010 года, когда сообщалось, что экономика в последнем квартале 2009 года выросла на 0,1 %.
Опасения по поводу второй волны рецессии появились 25 января 2011 года, когда было сообщено о том, что в последнем квартале 2010 года экономика сократилась на 0,5 % после целого года роста, хотя это было в значительной степени вызвано суровыми погодными условиями в конце ноября и почти весь декабрь.
Эти опасения стали рассеиваться 27 апреля 2011 года, когда появилось сообщение о том, что экономика в первом квартале 2011 года выросла на 0,5 % и затем 26 июля 2011 года, когда был зафиксирован 0,2 % рост во втором квартале. По сообщениям от 1 ноября 2011 года британская экономика в третьем квартале выросла на 0,5 %.